# Rebutia padcayensis
Rebutia padcayensis är en kaktusväxtart som beskrevs av Walter Rausch. Rebutia padcayensis ingår i släktet Rebutia och familjen kaktusväxter. Inga underarter finns listade i Catalogue of Life.

## Bildgalleri

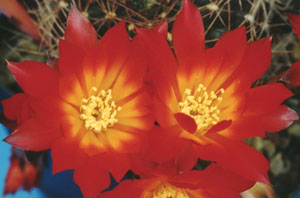